# Vitra
Vitra è un'azienda svizzera di Basilea che produce mobili e arredamento di design. È nota per i lavori di importanti architetti che ne progettarono il quartier generale presso Weil am Rhein, in Germania, e per il proprio Vitra Design Museum.

## Storia e descrizione

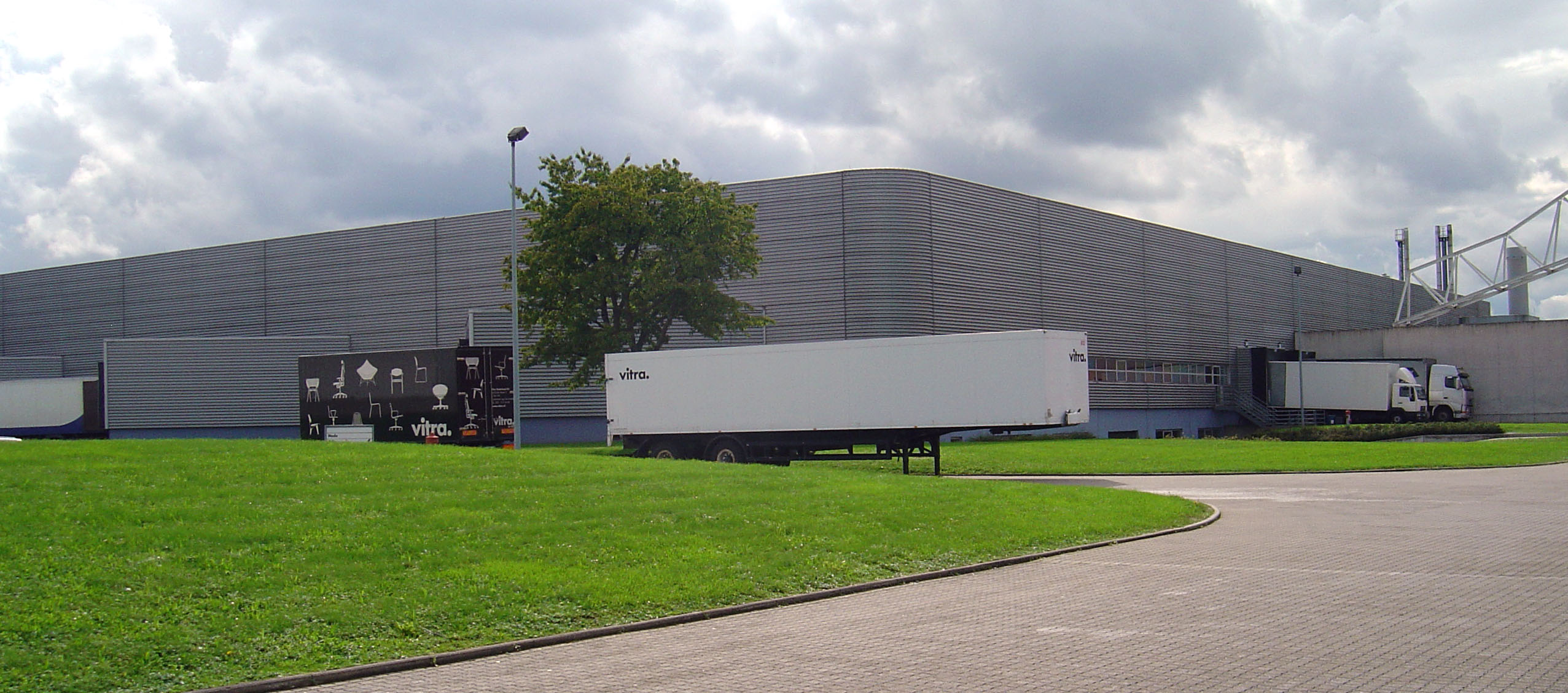
Edificio principale, Nicholas Grimshaw

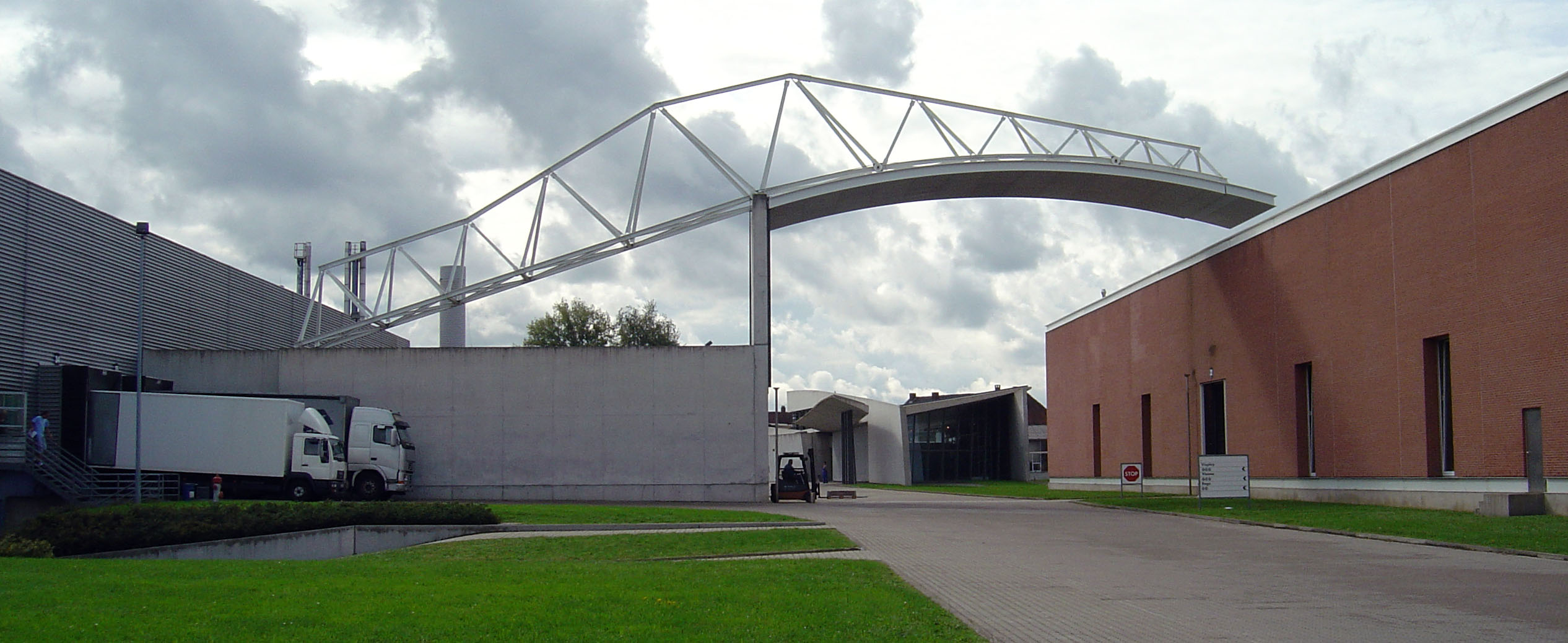
La fabbrica disegnata da Álvaro Siza, a Weil am Rhein, Germania. Al centro è possibile intravedere anche la stazione dei pompieri di Zaha Hadid.

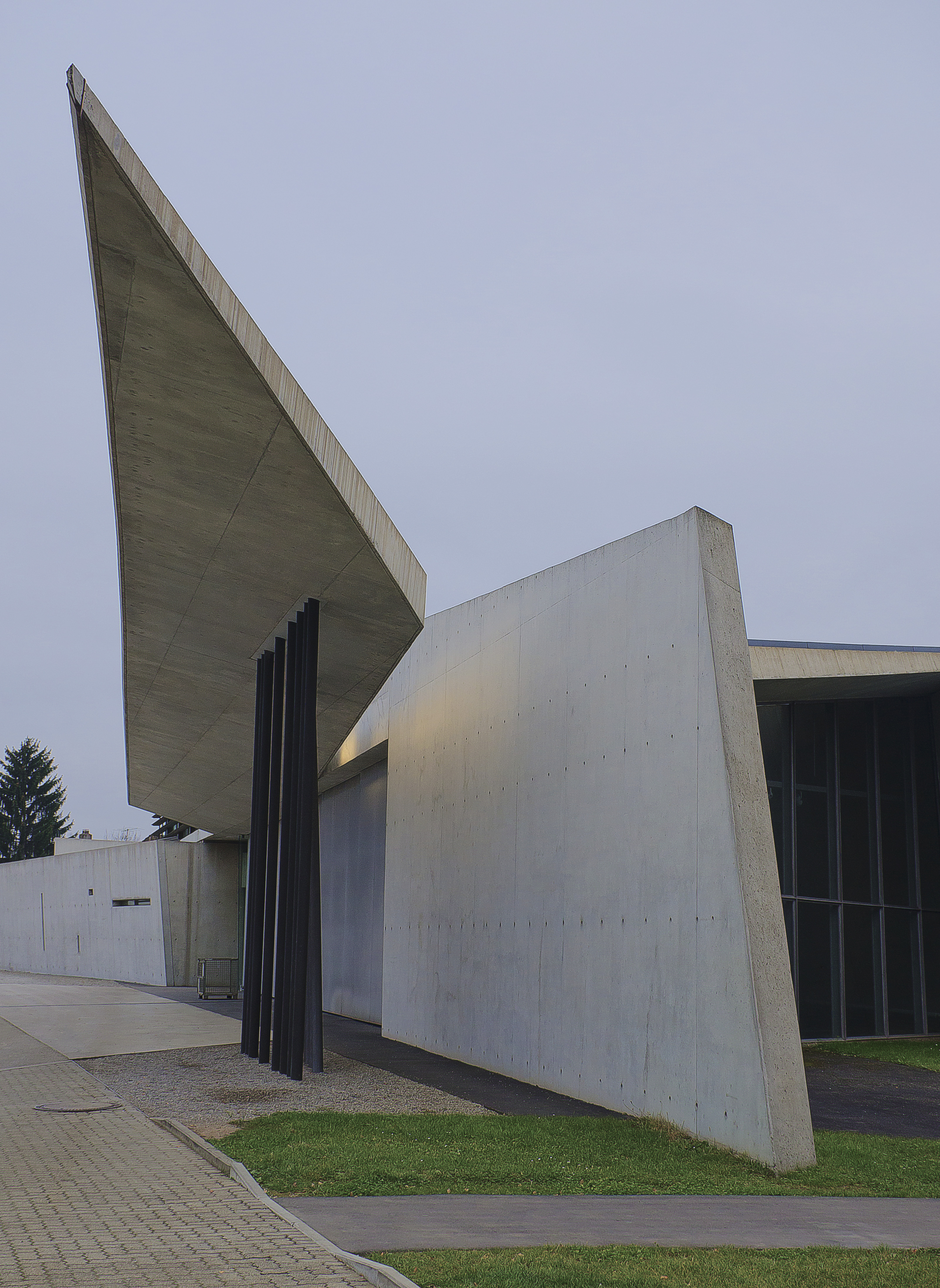
La stazione dei pompieri di Zaha Hadid

Vitra fu fondata a Weil am Rhein in Germania nel 1950 da Willi Fehlbaum, proprietario di un negozio di mobili nella vicina Basilea in Svizzera. Negli anni successivi, Fehlbaum acquistò i diritti sui lavori di Charles e Ray Eames e George Nelson.
Dopo che nel 1981 un incendio distrusse gli stabilimenti Vitra, venne chiamato l'architetto inglese Nicholas Grimshaw per progettare una nuova fabbrica. Accanto alla hall in alluminio, pronta per la produzione soltanto sei mesi dopo l'incendio, venne costruito nel 1986 un altro stabilimento di produzione dall'architetto portoghese Álvaro Siza. Nel 1989 è il turno di Frank Gehry che progettò un altro edificio accanto ai primi due. Lo stesso Gehry costruì anche il "Vitra Design Museum", originariamente destinato ad ospitare la collezione privata di mobili di Rolf Fehlbaum, proprietario della Vitra.
Nel 1993 l'architetto iracheno Zaha Hadid aggiunse una caserma dei pompieri che oggi ospita una collezione di sedie del Design Museum. Nello stesso anno venne costruito un padiglione per conferenze progettato dall'architetto giapponese Tadao Andō, il primo lavoro di Ando fuori dal Giappone.
Nel 1994 lo staff amministrativo della Vitra si spostò nei nuovi quartier generali (progettati sempre da Frank Gehry) nella vicina Birsfelden (Svizzera), mentre Alvaro Siza aggiunse lo shop building alla sede di Weil am Rhein. È nella stessa sede che nel 2000 fu installata una cupola geodetica progettata dall'architetto statunitense Richard Buckminster Fuller, realizzata nel 1975 e adesso adibita a spazio per eventi e mostre, mentre nel 2003 giunse anche una stazione di servizio da un progetto di Jean Prouvé, architetto e designer francese.

## Produzione
La linea di produzione Vitra è incentrata su mobili di design per l'ufficio, la casa e spazi pubblici. Oltre ai design della stessa casa, produce e distribuisce anche lavori di designers come Charles e Ray Eames, George Nelson, Verner Panton, Antonio Citterio, Philippe Starck, Bořek Šípek, Mario Bellini, Glen Oliver Löw, Dieter Thiel, Jasper Morrison, Alberto Meda e Jean Prouvé.

### Alcuni prodotti
- Sedia DCM, di Charles e Ray Eames (1945)
- Lounge Chair e Ottomana, di Charles e Ray Eames (1956)
- Wiggle side chair di Frank Gehry, 1973
- La sedia Ply-Chair di Jasper Morrison, 1989
- Sedia Panton di Verner Panton, 1999
- Libreria Kast, Maarten van Severen, 2005
- seduta Tube Chair (inizialmente prodotta dall'azienda italiana flexform dal 1970) di Joe Colombo, 2005
- La Sedia Hal di Jasper Morrison, 2010
- Poltrona La Chaise, chaise longue, 1948, in vetroresina